# David Robertson (golfista)
David Donaldson Robertson (Shawlands, Glasgow, 21 de març de 1869 – Idstone, Berkshire, 13 de setembre de 1937) va ser un jugador de golf i de rugbi escocès que va competir a cavall del segle xix i el segle xx. El 1900 va prendre part en els Jocs Olímpics de París en la prova individual de golf, en què guanyà la medalla de bronze.
Anteriorment havia disputat algun partit de rugbi, i fins i tot fou seleccionat pel combinat escocès per prendre part al Home Nations Championship de 1893.